# Robert B. Campbell
Robert Blair Campbell (d. 12 iulie 1862) a fost un deputat în Camera Reprezentanților a SUA din Carolina de Sud, frate cu John Campbell, și el din Carolina de Sud.

## Copilăria și studiile
Născut în Comitatul Marlboro, Carolina de Sud, Campbell a fost educat de un meditator privat.  A mers la școală în Fayetteville, Carolina de Nord, și a absolvit South Carolina College (astăzi Universitatea Carolinei de Sud) din Columbia în 1809.  S-a ocupat de investiții în agricultură și în 1814 a fost înrolat cu grad de căpitan în miliția statului Carolina de Sud.

## Cariera și moartea
A candidat, fără succes, în 1820 pentru Congres. A fost senator al Carolinei de Sud între 1821 și 1823, și apoi între 1830 și 1833.
Campbell a fost ales în Congres din partea republicanilor jacksonieni (4 martie 1823 – 3 martie 1825).  Nu a mai fost ales, deși a candidat din nou în 1824, 1826 și 1830.  A fost însă ales ca nulificator pentru a ocupa locul eliberat după moartea deputatului Thomas B. Singleton.
A fost reales din partea nulificatorilor și a fost deputat din 27 februarie 1834, până la 3 martie 1837.  În timpul mișcării pentru nulificare, a fost numit general al trupelor din Carolina de Sud în 1833.
Pe la 1840, s-a mutat în comitatul Lowndes, Alabama.  A fost membru al Camerei Reprezentanților acestui stat în 1840. La 28 septembrie 1842, a fost numit consul la Havana, Cuba, funcție pe care a deținut-o până la 22 iulie 1850.  De acolo, s-a mutat la San Antonio, Texas.  La 16 martie 1853 a fost numit comisar din partea Statelor Unite pentru rezolvarea unei dispute de frontieră între Texas și Mexic.
A fost numit consul la Londra, și s-a aflat în post de la 3 august 1854, până la rechemarea sa în martie 1861.  S-a mutat la Ealing, unde a murit la 12 iulie 1862.  A fost înmormântat în cripta Bisericii Kensington.
1. 1 2  Robert Blair Campbell, Find a Grave, accesat în 9 octombrie 2017